# Richtfeuerlinie Lemwerder
Die Richtfeuerlinie Lemwerder ist das südlichste Richtfeuer auf der Unterweser. Sie kennzeichnet weseraufwärts das Fahrwasser zwischen Berne und Lemwerder.

## Unter- und Oberfeuer
Die beiden Türme bestehen jeweils aus einem roten Stahlrohr mit weißem Band und einer roten Laterne mit umlaufendem Balkon und Spitzkuppel. Das 16 m ü. NN hohe Unterfeuer steht direkt am südlichen Ufer der Unterweser. 430 m landeinwärts und hinter dem Deich steht das 27 m hohe Oberfeuer. Die beiden Leuchtfeuer wurden im April 1983 als Ersatz für die alten Richtfeuer in Betrieb genommen. Sie bilden eine Richtfeuerlinie von 119,6° und zeigen ein synchrones weißes Gleichtaktfeuer mit einer Wiederkehr von vier Sekunden (Iso.W.4s). Die Tragweiten werden mit 15 sm angegeben.

## Altes Oberfeuer

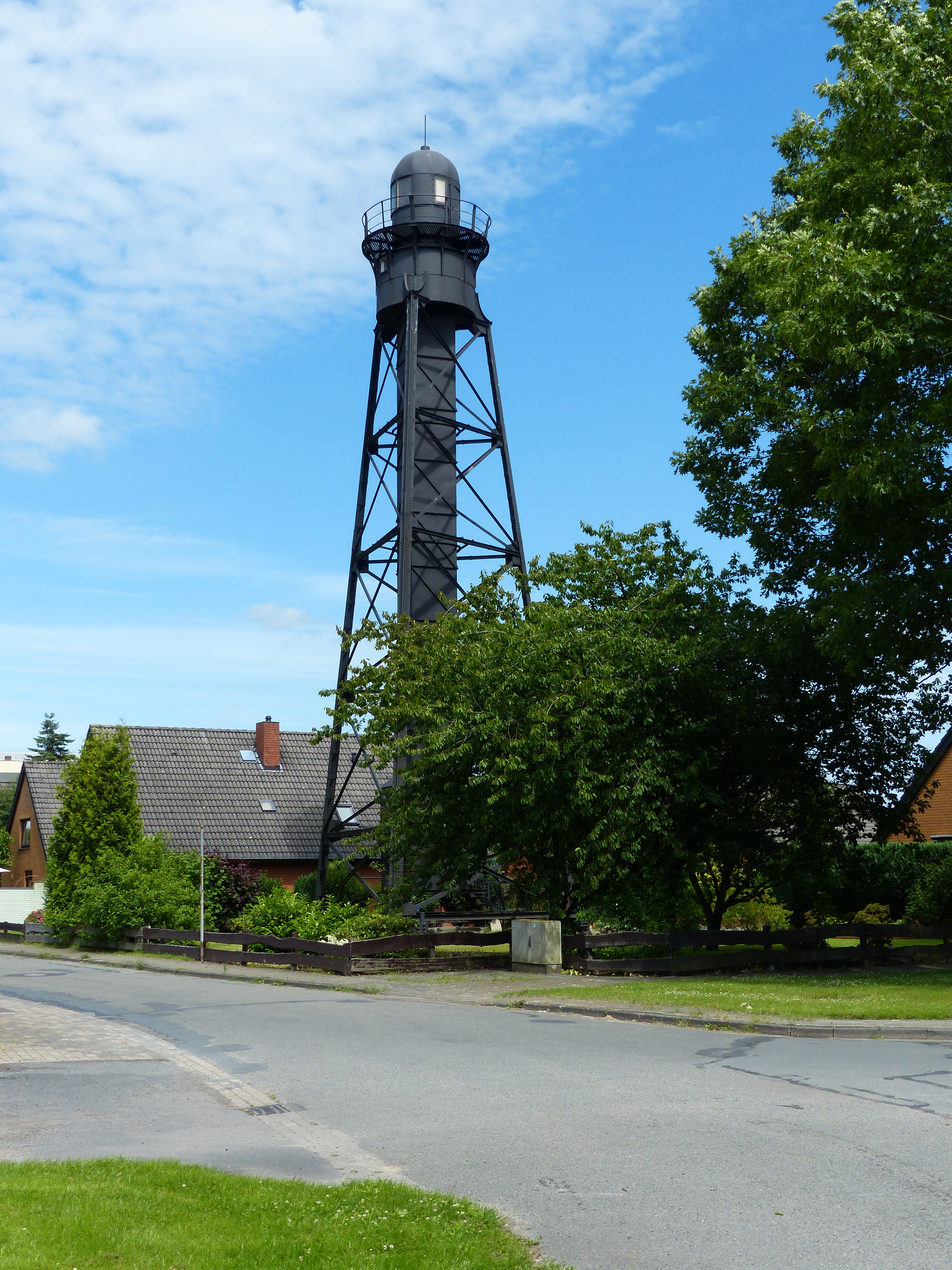
Das alte Oberfeuer, der „Schwarze Leuchtturm“

Die ersten Richtfeuer in Lemwerder wurden 1898 im Rahmen der Weserkorrektion in Betrieb genommen. Das 22,5 m hohe alte Oberfeuer wurde beim Bremer Vulkan gebaut und war bis 1983 in Betrieb. Im Dezember 1986 wurde der schwarze, dreieckige Eisengitterturm mit verkleidetem Treppenhaus, Galerie und Laterne von der Gemeinde Lemwerder übernommen und 1992 umfassend renoviert. Als „Schwarzer Leuchtturm“ gehört er heute zu den Sehenswürdigkeiten von Lemwerder, er kann jedoch nicht von innen besichtigt werden. Als weiterer „Schwarzer Leuchtturm“ ist auch das alte Oberfeuer Warfleth bekannt.
Das 12 m hohe Unterfeuer stand 640 Meter weiter entfernt und wurde inzwischen abgerissen.